# Hinrich Brunsberg
Hinrich Brunsberg (ur. ok. 1350 na obszarze Prus Zakonnych, zm. po 1428 prawdopodobnie w Szczecinie) – niemiecki budowniczy i architekt, twórca pomorskiej szkoły gotyckiego budownictwa sakralnego. 

## Życiorys
W końcu XIV wieku działał w Marchii Brandenburskiej, na początku następnego stulecia przeniósł się na Pomorze Zachodnie, gdzie był aktywny w latach około 1400-1430. 
Na kaplicy Mariackiej przy kościele św. Katarzyny w Brandenburgu zachowała się tablica z inskrypcją z 1401 roku: 

Anno domini/MCCCCI co/nstructa est hec/ ecclesia in die/ assupcionis/ marie vir/ginis per/ magistrum/ hinricum brunsber/gh d stetin

Styl mistrza Henryka cechuje się ażurową dekoracją maswerków, użyciem glazury (np. przy ceramicznej dekoracji lizen w katedrze świętego Jakuba w Szczecinie). Jego szkoła wywarła wpływ na rozwój form architektonicznych także w Wielkopolsce. Lista dzieł, których jest przypuszczalnym autorem jest przedmiotem trwającej od kilkudziesięciu lat dyskusji historyków sztuki. 

### Główne dzieła
- kaplica Mariacka przy kościele św. Katarzyny w Brandenburgu
- kościół Mariacki w Chojnie (tylko chór)
- chór w kościele Najświętszej Marii Panny w Stargardzie
- ratusz w Tangermünde (ob. teren Niemiec)
- kaplice południowe przy katedrze świętego Jakuba w Szczecinie

### Atrybucje niepewne
- południowy szczyt ratusza w Chojnie - przypuszczalnie
- kościół św. Piotra i św. Pawła w Szczecinie - przypuszczalnie
- chór kościoła św. Szczepana w Gartz (Oder) - przypuszczalnie
- Ratusz Staromiejski w Szczecinie - prawdopodobnie zbudowano go po połowie XV wieku czyli po śmierci Brunsberga[1]

### Dzieła powstałe pod wpływem lub przy współudziale Brunsberga
- kościół Najświętszej Marii Panny w Poznaniu, wzniesiony 1432–1444 przez zespół muratorów mistrza Hanusza Prusa już po śmierci Brunsberga

Hinrich Brunsberg (dzieła)
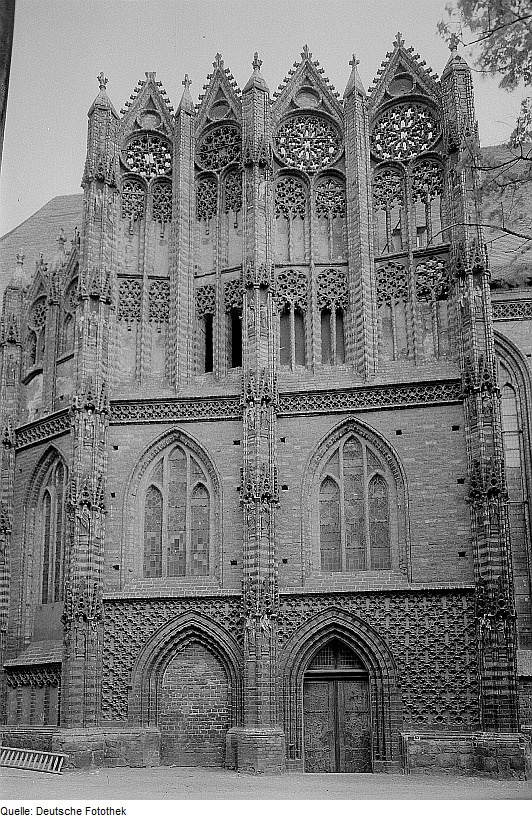
Kaplica w kościele św. Katarzyny w Brandenburgu
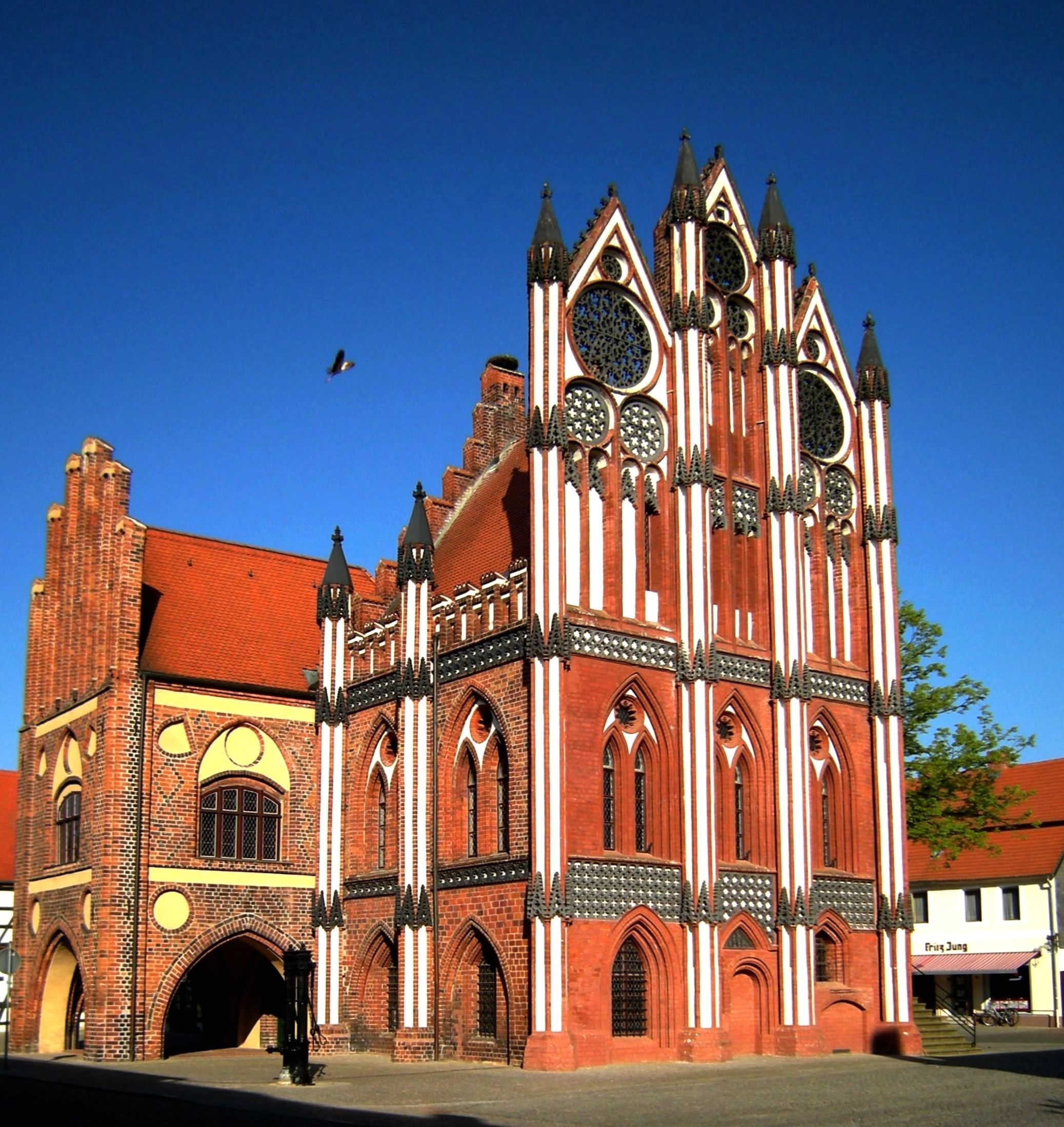
Ratusz w Tangermünde
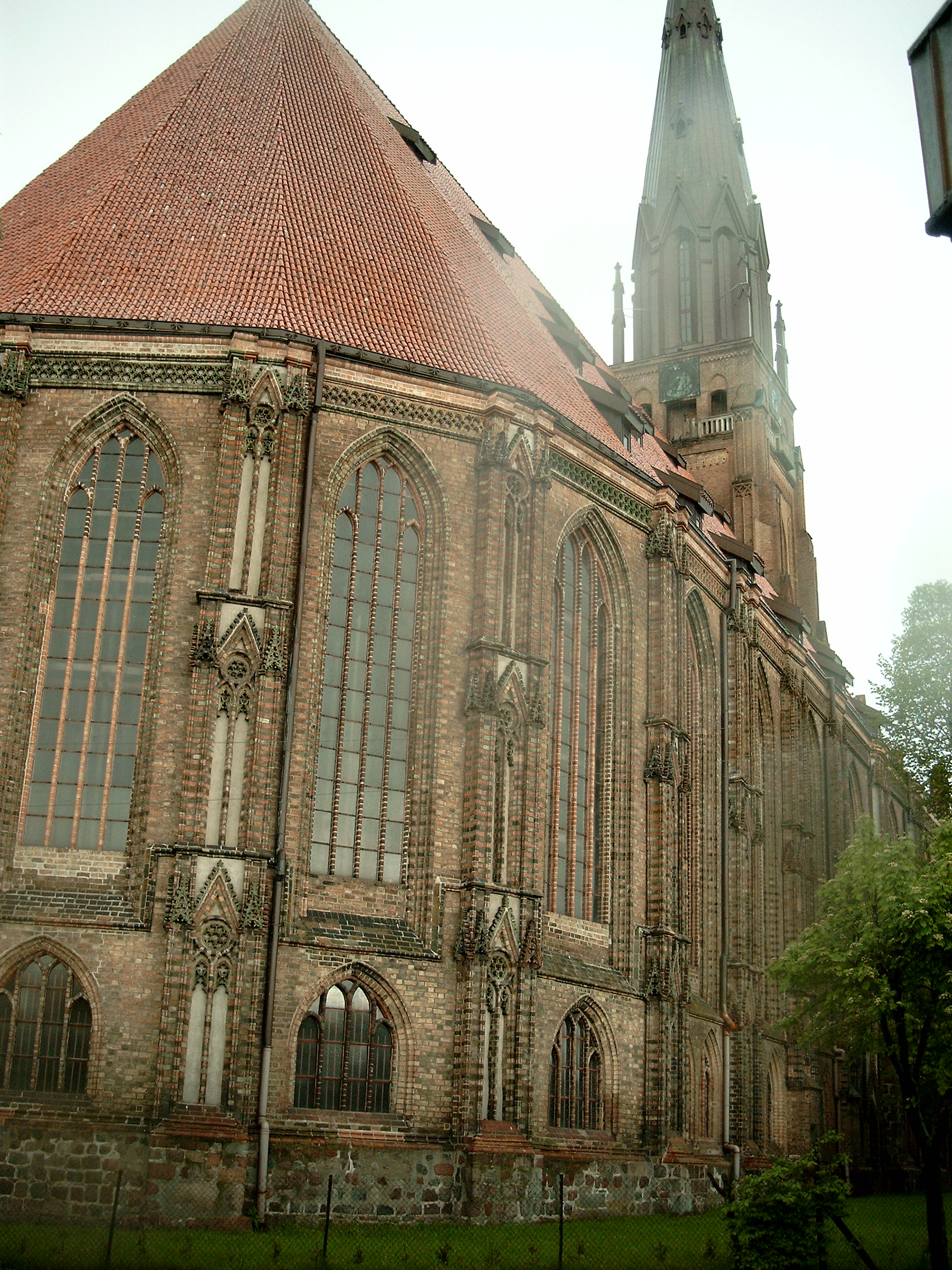
Chór Kościoła Mariackiego w Chojnie
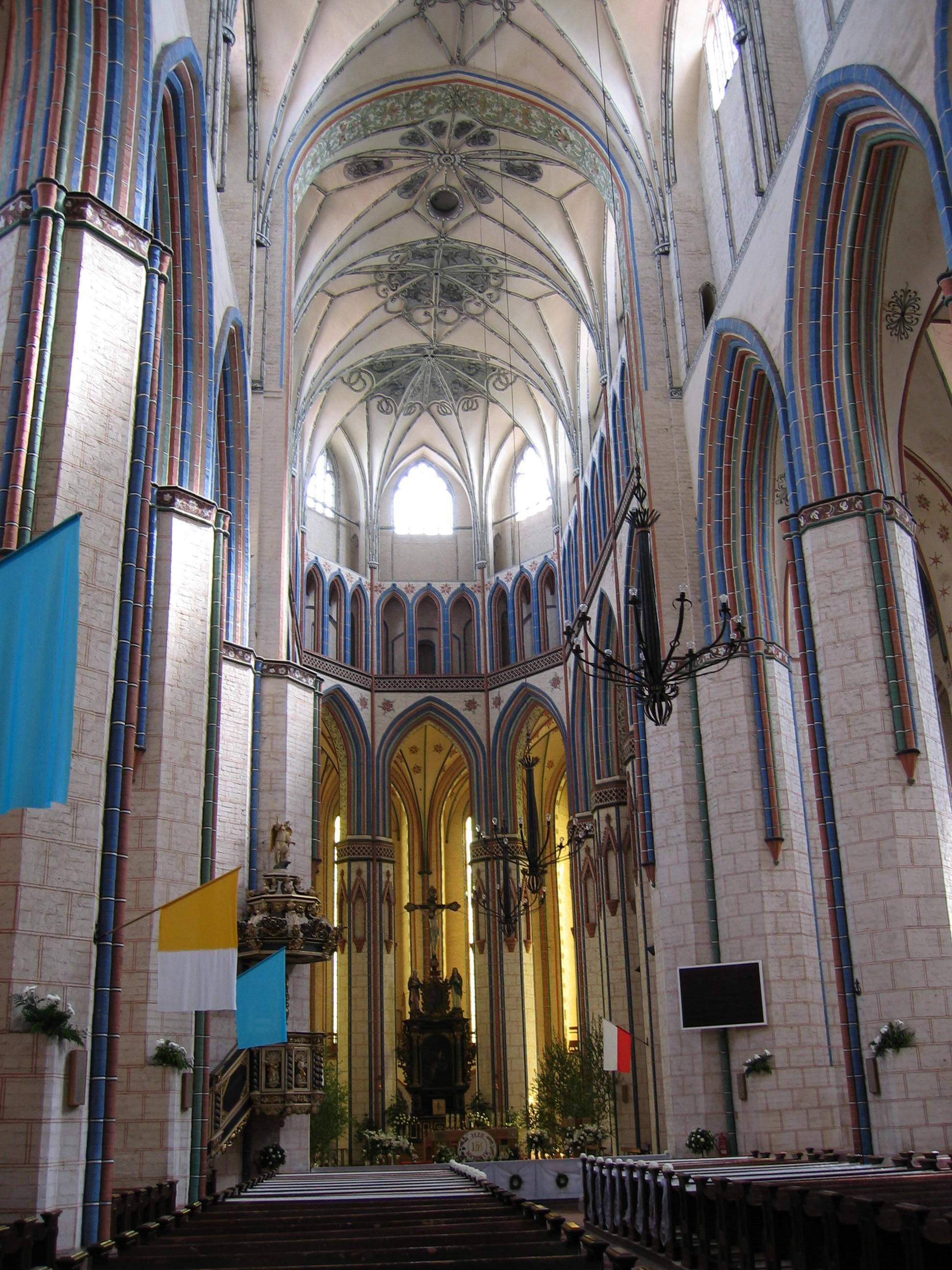
Chór kolegiaty w Stargardzie
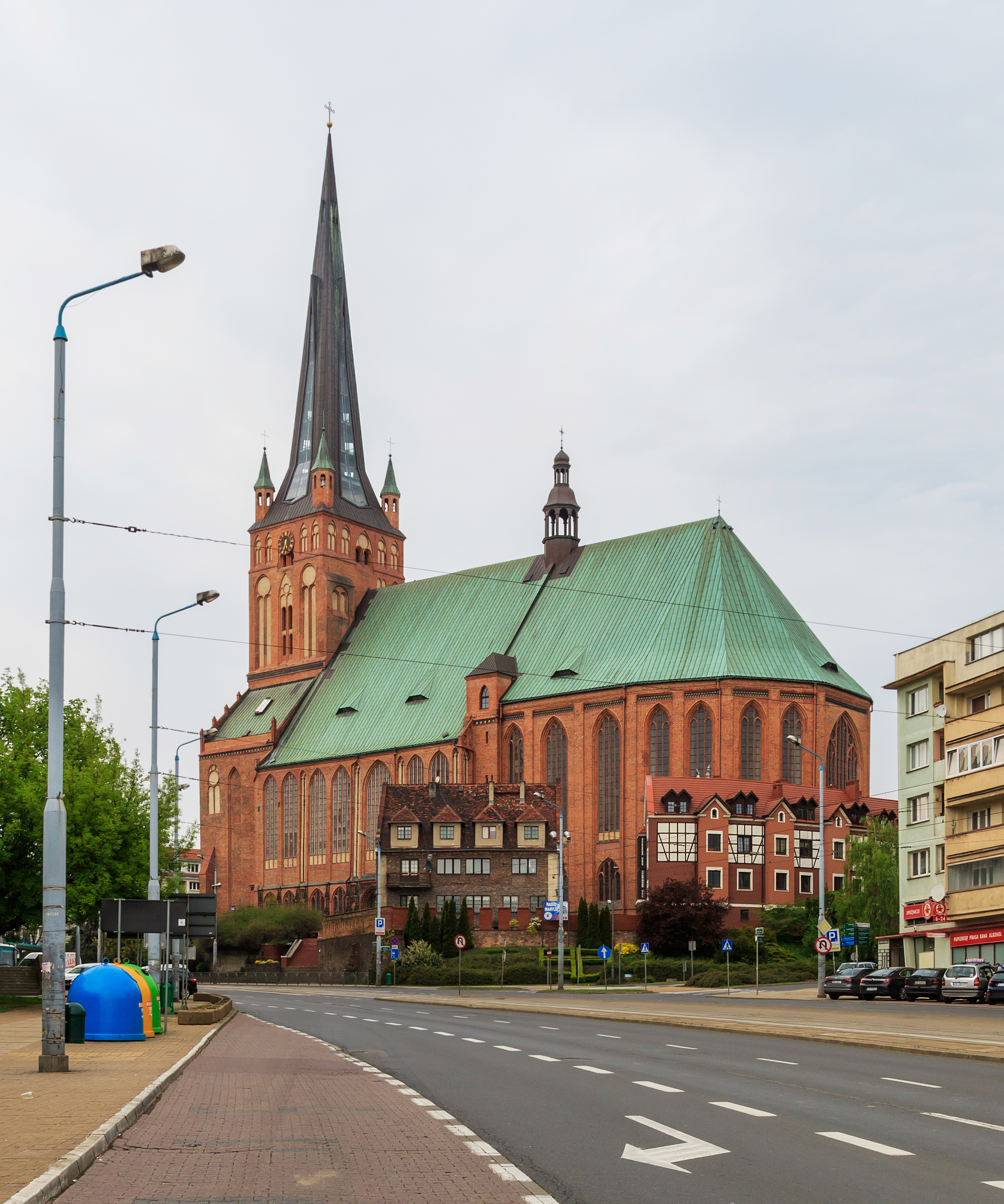
Bazylika archikatedralna pw. św. Jakuba w Szczecinie.
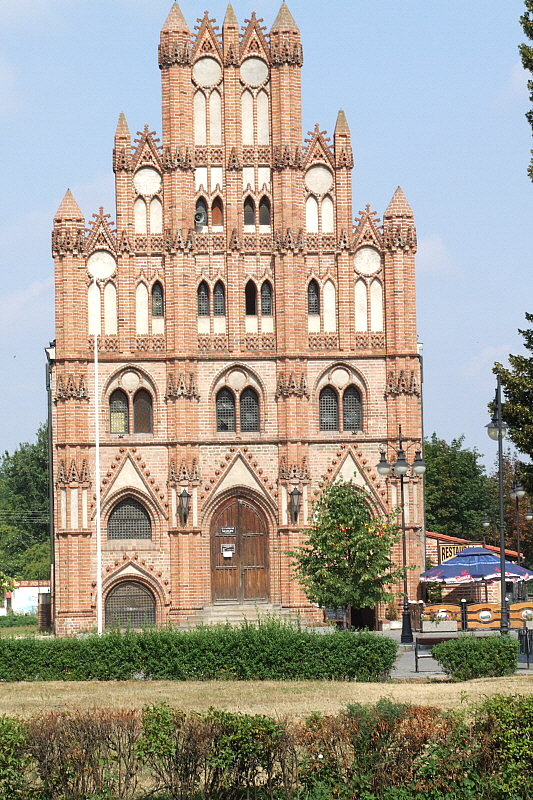
Dawny ratusz w Chojnie